# لوروا كوادو
لوروا كوادو (بالإنجليزية: Leroy Kwadwo؛ بالألمانية: Leroy Kwadwo) هو لاعب كرة قدم غاني وألماني في مركز قلب الدفاع، ولد في 15 أغسطس 1996 في هيرتن في ألمانيا. لعب مع دينامو درسدن وروت فايس إيسن وشالكه 04 وفورتونا دوسلدورف.

## وصلات خارجية
- لوروا كوادو على موقع قاعدة بيانات كرة القدم.إي يو (الإنجليزية)
- لوروا كوادو على موقع Soccerway.com (الإنجليزية)
- لوروا كوادو على موقع عالم كرة القدم.نت (الإنجليزية)